# Gilletinus bipagus
Gilletinus bipagus es una especie de coleóptero de la familia Geotrupidae.

## Distribución geográfica
Habita en Nueva Guinea y Queensland (Australia).